# Menongue
Menongue is een stad in Angola en is de hoofdplaats van de zuidoostelijke provincie Cuando Cubango.
Na de onafhankelijkheid van Angola in 1975 kreeg de stad de huidige naam Menongue. Het district (na 1975: provincie) droeg al diezelfde naam.

## Bestuur
In Menongue zetelt het bestuur van de stedenkring (Município) Menongue in de provincie Cuando Cubango, waarvan het de hoofdstad is.
De municipio Menongue bestaat uit de gemeenten:
- Caiundo
- Cueio (of Jamba Cueio)
- Menongue (of Missombo)

Volgens de volkstelling van 2014 bedroeg het aantal inwoners van de hele município Menongue 321.000 personen; voor 2018 werd een geschat aantal verwacht van 361.000.

## Sport
De voetbalclub 4 de Abril FC do Cuando Cubango speelde in het seizoen 2016 in de hoogste divisie, de Girabola, om daarna weer te degraderen. Thuisbasis met 5000 plaatsen is het stadion Estádio Municipal de Menongue, ook wel Campo da Banca genoemd. Daar speelt ook Grupo Desportivo do Cuando Cubango, die eind 2017 in de hoogste liga terechtkwam.

## Verkeer
De stad is het eindpunt van de zuidelijke spoorweg van Angola, die vanaf Moçâmedes aan de Atlantische kust komt.  
Er is een wegverbinding met Katwitwi in Namibië. Menongue beschikt over een vliegveld.